# Tridentea gemmiflora
Tridentea gemmiflora är en oleanderväxtart som först beskrevs av Mass., och fick sitt nu gällande namn av Adrian Hardy Haworth. Tridentea gemmiflora ingår i släktet Tridentea och familjen oleanderväxter. Inga underarter finns listade i Catalogue of Life.